# 纤维素酶
纤维素酶是酶的一种，在分解纤维素时起生物催化作用。

## 种类
纤维素酶是降解纤维素β-1,4 葡萄糖苷键的一类酶的总称，因此一般为复合的酶系。纤维素酶一般可以分为三类：C1酶、CX酶和β-葡萄糖苷酶。三种酶同时作用时才能水解晶体纤维素。

## 特性
产生纤维素酶的菌种容易退化，导致产酶能力降低。
纖維素酶是四級結構.

## 应用
纤维素酶在食品行业和环境行业均有广泛应用。在进行酒精发酵时，纤维素酶的添加可以增加原料的利用率，并对酒质有所提升。
由于纤维素酶难以提纯，实际应用时一般还含有半纤维素酶和其他相关的酶，如淀粉酶、蛋白酶等。 